# Transparency International

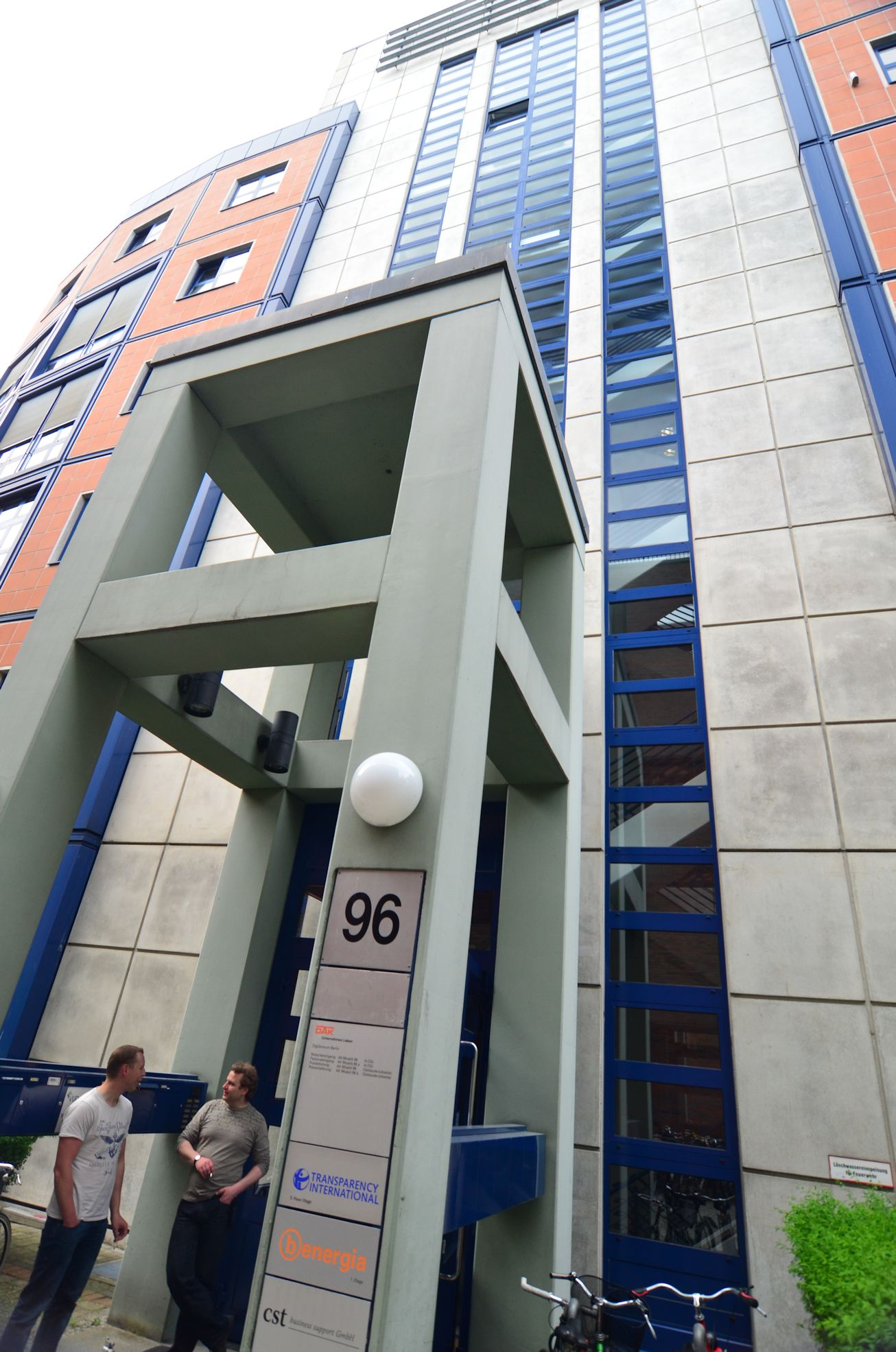

Transparency International (TI) è un'organizzazione internazionale non governativa che si occupa della corruzione, non solo politica.

## Storia
TI è stata fondata nel maggio del 1993 a Berlino, dove attualmente si trova la sede centrale, su iniziativa di Peter Eigen, direttore di una sezione della Banca Mondiale.
Altri fondatori sono Hansjörg Elshorst, Joe Githongo, Fritz Heimann, Michael Hershman, Kamal Hossain, Dolores L. Español, George Moody Stuart, Jerry Parfitt, Jeremy Pope e Frank Vogl.
Nel 1995 TI ha sviluppato l'Indice di corruzione percepita - Corruption Perceptions Index (CPI), una lista comparativa della corruzione percepita in tutto il mondo che viene aggiornata e pubblicata ogni anno.

## Critiche
Il CPI classifica le nazioni con il maggior indice di corruzione basando i propri dati sulle interviste fatte agli imprenditori. È stato più volte criticato per la scarsa metodologia di ricerca e per la scorrettezza con cui vengono trattati gli stati in via di sviluppo.